# Hans-Joachim Cantow
Hans-Joachim Cantow (* 2. März 1923 in Oberhausen; † 30. Mai 2018) war ein deutscher Polymerchemiker und Professor am Institut für Makromolekulare Chemie der Universität Freiburg.
Cantow studierte Chemie an der Johannes Gutenberg-Universität Mainz und wurde dort im Jahr 1949 mit einer Arbeit zur Lichtstreuung an Polymerlösungen promoviert. Anschließend arbeitete er an den Chemischen Werken Hüls in Marl. Nach seiner Habilitation in Mainz 1964 wurde er im Jahr 1965 auf eine neu geschaffene Professur für Physikalische Chemie der Makromoleküle nach Freiburg berufen, auf der er bis zu seiner Emeritierung im Jahr 1991 blieb und Direktor des Instituts für Makromolekulare Chemie war. Unter seiner Leitung wurde 1990 das Freiburger Materialforschungszentrum gegründet.
Er befasste sich besonders mit dem Lösungs- und Schmelzverhalten von Makromolekülen und erforschte deren Thermodynamik, Streuverhalten, Spektroskopie, Rheologie und Charakterisierung von Oberflächen und Grenzflächen mit modernen mikroskopischen Methoden. Er war Mitgründer des SFB 60 Function by Organization und nutzte eines der ersten hochauflösenden NMR-Spektrometer an der Universität Freiburg. Er förderte die Zusammenarbeit mit der Industrie. Unter seiner Leitung wurde das von Hermann Staudinger gegründete Makromolekulare Kolloquium der Universität in ein Forschungstreffen mit Anziehungskraft in den ganzen deutschsprachigen und darüber hinaus in den europäischen Raum umgewandelt, zu dem jährlich bis zu 700 Teilnehmer kommen.
Er erhielt das Bundesverdienstkreuz erster Klasse, war Ehrendoktor der Universität Iasi in Rumänien und erhielt die Louis-Pasteur-Medaille der Universität Straßburg.

## Werke
- Die Ermittlung von Form, Größe und Molekulargewicht gelöster Makromoleküle aus ihrer Lichtzerstreuung. Dissertation Universität Mainz, 1949.
- Er war einer der Herausgeber vieler Bände in der Reihe Advances in Polymer Science bei Springer (anfangs auch mit dem Titel Fortschritte der Hochpolymeren-Forschung).